# North and South (jeu vidéo)
Pour les articles homonymes, voir North and South.
Cet article concerne le jeu édité par Infogrames en 1989. Pour jeu de stratégie édité par Impressions en 1993, voir Nord et Sud (jeu vidéo).
North and South est un jeu vidéo développé et édité par Infogrames. Mélange de stratégie au tour par tour et d’action, il est sorti à la fin des années 1980 sur Amiga, Atari ST, Commodore 64, DOS, Amstrad CPC, ZX Spectrum et NES. Adaptation de la bande dessinée Les Tuniques bleues, le jeu a pour toile de fond la Guerre de Sécession.
En juin 2012, l'éditeur Anuman Interactive lance un remake du jeu d'origine, doté de nouveaux graphismes, sur PC/Mac, iPhone, iPad et Android sous le titre Les Tuniques bleues : Nord vs Sud.

## Système de jeu
Le joueur déplace ses troupes sur les zones de la carte des États-Unis.
Le jeu se divise en deux phases.
La 1re consiste à déplacer ses personnages au tour par tour sur une carte des États-Unis. La seconde en temps réel dépend de l'action précédemment effectuée. Il en existe 3 différentes.
- Un combat, qui intervient quand des troupes sudistes rencontrent des troupes nordiste.
- Une prise de fort en scrolling horizontal, lorsqu'un personnage souhaite prendre une ville contenant une gare ennemie.
- Une prise de train en scrolling horizontal, lorsqu'un personnage se trouve sur la ligne de chemin de fer reliant 2 villes ennemies, et que c'est jour de paye pour le personnage ennemi.

Vient ensuite le tour de l'ennemi qui se déroule exactement comme le vôtre.
Chaque état correspond à une zone qui, une fois visitée, est marquée par un drapeau de son camp.
Plus il y a d'états portant un drapeau allié, plus vite l'argent va rentrer dans le coffre à chaque fin de tour et plus vite de nouvelles unités vont apparaitre. L'objectif est d'en prendre un maximum afin d'avoir une grande armée et détruire plus facilement l'ennemi.
Les armées sont constituées de plusieurs unités qui possèdent leurs propres caractéristiques sur le champ de bataille, à savoir :
- Infanterie : très mobile mais très lente. Peut tirer droit devant.
- Cavalerie : se déplace très rapidement, mais ne peut pas reculer. Elle doit attaquer au corps à corps.
- Artillerie : se déplace de haut en bas et tire des boulets de canon.

En détail les différentes phases de jeu :
- Combat : Lorsque 2 troupes ennemies se rencontrent, il y a un combat. Ce dernier se passe en temps réel sur une vue du dessus. L'objectif est de détruire la totalité des troupes adverses, que celui-ci proclame la retraite ou que, dans le cas où il ne lui reste que des canons, que ceux-ci n'aient plus de boulets. Les joueurs peuvent choisir à tout moment quelle unité il souhaite contrôler. Ainsi on enverra la cavalerie vers l'infanterie ennemie et on utilisera le canon comme support.

- Prise de fort : Cette action survient lorsqu'un joueur atterrit sur un état ennemi contenant une gare (marquée par un point rouge). L'action se déroule sur une vue latérale et consiste à amener son personnage au bout du fort à savoir à l'extrême droite. Le parcours est semé d'embuches. Chariots, chiens, bombes et autres soldats ne feront que ralentir votre progression afin de ne pas arriver à l'extrémité dans le temps imparti. Il est possible de suivre la progression grâce à la chaussure en bas de l'écran symbolisant notre personnage. Cette dernière doit arriver avant le réveil (symbolisant le temps restant).

- Prise de train : Cette dernière est semblable à la prise de fort si ce n'est que l'action se déroule sur un train. Elle est cependant plus difficile car il ne faut pas tomber du train sous peine de perdre du terrain. L'objectif est d'atteindre la locomotive afin de forcer le conducteur à s'arrêter et ainsi voler l'argent auparavant destiné à l'ennemi.

## Autres éléments de gameplay
D'autres éléments viennent intervenir dans le jeu.
- L'État de la Caroline du Nord : Lorsqu'un joueur contrôle l'État de la Caroline du Nord, tous les 4 mois (4 tours), une nouvelle unité lui est livrée simulant une intervention Européenne.
- Le nuage : Lorsque le nuage symbolisant un orage est présent au-dessus d'un personnage, ce dernier passe son tour de jeu.
- Le Mexicain : Il arrive parfois de réveiller le Mexicain dormant au sud de l'État du Texas. Si cela survient, les troupes présentes au Texas sont détruites.
- L'indien : Un indien est perché sur une montagne qui serait géographiquement au Colorado et au Nouveau-Mexique. Lorsque celui-ci s'active, il envoie des signaux de fumée qui a pour conséquence de déterrer une hache de guerre et vient détruire les troupes présentes dans l'État de l'Oklahoma.
- Combat, canons et éléments du décor : Il est possible à l'aide des canons de détruire certains éléments du décor lors d'un combat. On retiendra principalement le pont qui a une importance stratégique. Une fois détruit, cela bloquera voir poussera au suicide la cavalerie.
- Cumul de troupes : Une garnison de base est composée de 1 canon, 3 cavaliers et 6 infanteries. Déplacer une troupe sur une autre reviendra à fusionner les 2 et ainsi avoir une armée plus grande lors d'un combat. Attention tout de même, il n'est pas possible de les séparer par la suite. Il est possible de cumuler jusqu'à 3 garnisons complètes. Toutefois, pas plus d'un groupe de 3 cavaliers et 6 infanteries seront simultanément sur la carte du combat (les canons apparaissent par contre tous) : le groupe suivant de cavaliers/infanterie remplace celui sur la carte uniquement si celui-ci est entièrement décimé.

## Équipe de développement
- Programmation principale et direction : Stéphane Baudet
- Programmation stratégie : Vincent Belliard
- Jeux d'arcade : Alain Nakache et Stéphane Baudet
- Graphisme, animation, gags : Didier Chanfray
- Scénario : P. Agripnidis, Stéphane Baudet, Vincent Belliard, Didier Chanfray, Steve Trevallion
- Musiques, effets spéciaux et hymnes nationaux : Charles Callet
- Programmation des séquences d'animation : Laurent Charbonnier
- Roughs, maquettes et notices : Steve Trevallion
- Bataille rangée imaginée par : P. Agripnidis et Stéphane Baudet
- Traduction : Beate Vialle

## À noter
- Data East a distribué le jeu aux États-Unis.